# Virginópolis
Virginópolis é um município brasileiro do estado de Minas Gerais situado na região leste do estado, no Vale do Rio Doce. Sua população recenseada em 2022 era de 10 314 habitantes. É conhecida pelo seu famoso Festival da Jabuticaba, que reúne os virginopolitanos ausentes, com shows, desfiles e venda de produtos produzidos a partir da Jabuticaba.

## História
A vasta região localizada na Bacia do Rio Doce, principalmente a situada na margem esquerda, era até a metade do século XVII, inacessível aos colonizadores, por conta da franca resistência dos indígenas Aimorés e Botocudos, e das febres palustres dizimavam os que nela ousavam penetrar. 
Por este motivo, o Rio Doce em hora sendo o caminho natural para as entradas de bandeiras que visavam a tegão aurífera das Minas Gerais desencorajou aqueles que, pela ousadia, poderiam ter seguido as mesmas pegadas das expedições de Fernandes Toucinho e de Marcos de Azevedo, realizadas, respectivamente, nos anos de 1573 e 1600, à procura da Serra das Esmeraldas. 
Outras expedições vieram: uma chefiada pelo sertanista João de Azevedo Leme (1750). Outra em 1758. Dirigida pelo Guarda-Mor João Peçanha Falcão, acompanhado pelo Vigário Padre Francisco Martins. Esta partida da Vila do Príncipe (Serro). Atingidas as nascentes do Rio Suaçuí Pequeno, a expedição ao descobrir uma esplanada no alto do morro que domina, a extensa região de matas virgens, orladas pelo imponente perfil da Serra Geral. ali fez alto para estabelecer pousada. O local passou a denominar-se “Descoberta do Peçanha”, ao que tudo indica, em virtude do nome de seu descobravador. 
Em pouco tempo a fama deste descoberto correu a província, iniciando-se a colonização desta região que passou a denominar-se Mata do Peçanha. Em 1875, foram criados os dois primeiros municípios com as denominações de Rio Doce e São Miguel e Almas, tendo por sede os arraiais de Santo Antônio do Peçanha e São Miguel e Almas. A Mata do Peçanha está hoje subdividida em 34 municípios, entre os quais podemos citar: Peçanha, Guanhães, São João Evangelista, Santa Maria do Suaçuí, Rio Vermelho, Sabinópolis, Governador Valadares, Coluna, Paulistas, São Pedro do Suaçuí, São José do Jacuri e Virginópolis.
Os primitivos habitantes da Virginópolis foram os indígenas da nação Porte, também Botocudos, e os primeiros invasores que na região se aportaram foram fazendeiros agropecuaristas vindos da antiga cidade de São Miguel e Almas (Guanhães), sendo os mesmos oriundos de famílias da antiga Vila do Príncipe, atual Serro: Félix Gomes de Brito, José Antônio da Fonseca, Capitão Figueiredo, João Batista Coelho e Joaquim Nunes Coelho, por volta de 1838.  
As primeiras casas do povoado surgiram em 1858, sendo o tenente João Batista Coelho um dos pioneiros de Patrocínio, nome com que foi registrado em 1862, na freguesia de São Miguel e Almas. Em 1871, tornou-se freguesia com a denominação de Nossa Senhora do Patrocínio do Serro. Desta data até 1910, pouco se conhece da vida do distrito, que passou a denominar-se Patrocínio de Guanhães. Em 1910 iniciou-se um movimento local para a emancipação administrativa até à colimação de sua finalidade, em 1923, e instalado a 09 de março de 1924, modificando o topônimo para Virginópolis. Seu nome é em homenagem à Virgem Maria, formado pelas palavras Virginis (do latim Virgo) e polis (do grego) cidade. 
O município foi elevado a Termo Judiciário pela Lei nº 878 de 24 de janeiro de 1925. Foi elevado à Comarca pela Constituição Estadual de 14 de julho de 1947 e sua instalação se deu a 15 de setembro de 1947.[carece de fontes?]
A primeira capela de Patrocínio de Guanhães foi construída em terrenos doados por Félix Gomes de Brito. Recebeu o nome de Nossa Senhora do Patrocínio, em virtude da devoção que o doador tinha à Santa. Era coberta de taquaras. Depois foi construída uma pequena capela de madeira e veio para benzê-la o Padre Firmiano Alves de Oliveira, Vigário de São Miguel e Almas, em 1853. Essa igreja foi acrescentada, mais tarde, ficando a primeira parte como fundo da mesma. Nessa época era Vigário de Patrocínio o Padre Bento Ferreira. 
Mais tarde foi iniciada a Igreja do Coração de Jesus, quando Vigário Padre Joaquim Gomes Coelho da Silva, sendo acabada por Padre Félix Natalício de Aguiar, ambos nascidos na cidade do Serro. Devido às condições precárias da primeira, a Igreja do Coração de Jesus ficou servindo, muitos anos, para celebração dos atos religiosos. Em 1931, foi demolida para dar lugar à atual Matriz, em estilo romano com seis linhas arquitetônicas. A sua construção foi iniciada em 1932, sendo o engenheiro responsável o Dr. Sinfrônio Brochado Júnior, e construtor o Sr. Sait’Clair Fonseca. A planta foi feita por Celso Verneck. Com a morte de Padre Félix, o acabamento ficou a cargo de Padre David de Alcântara Miranda. Devido às condições precárias, foi autorizada pelo Bispo de Governador Valadares D. Hermínio Malzoni, a demolição da Igreja Coração de Jesus.

## Cultura
A cidade é regionalmente conhecida pela tradicional Festa da Jabuticaba, que ocorre anualmente em Novembro. Pois a cidade é grande produtora da fruta.
Outro aspecto cultural interessante é a presença da Capela de Nossa Senhora do Patrocínio, que possui uma das maiores escadarias de igreja do mundo, com mais de 500 degraus, construídos pelos próprios moradores da cidade em mutirões realizados no fim da década de 1980.